# Григор'єв Михайло Григорович (РВСП)
Миха́йло Григо́рович Григо́р'єв (нар. 1917 — пом. 1981) — радянський воєначальник, перший заступник головнокомандувача РВСП СРСР (1968—1981), генерал-полковник (1968).
Обирався депутатом Верховної Ради УРСР 7-го скликання (1967—1971), Верховної Ради РРФСР 8-го скликання (1971—1975), Верховної Ради СРСР 9-го та 10-го скликань (1974—1981).

## Життєпис
Народився 23 жовтня 1917 року в селі Молодка Бежецького повіту Тверської губернії (нині — Бежецький район Тверської області Росії) в селянській родині. Росіянин.
У лавах РСЧА з липня 1936 року. Член ВКП(б) з 1939 року. У 1941 році закінчив Артилерійську академію імені Ф. Е. Дзержинського.
Початок німецько-радянської війни зустрів на посаді командира артилерійської батареї гаубичного артилерійського полку Західного особливого військового округу. З липня 1942 року — командир окремого гвардійського мінометного дивізіону, з грудня того ж року — заступник командира гвардійської мінометної бригади. У лютому 1943 року майор М. Г. Григор'єв формує і до кінця війни командує 7-ю гвардійською важкою мінометною бригадою. Воював на Західному, Калінінському, Волховському, Карельському та 2-му Білоруському фронтах. Був поранений та двічі — контужений.
З 1946 року гвардії підполковник М. Г. Григор'єв працював у Штабі артилерії Червоної армії старшим науковим співробітником з узагальнення досвіду війни і розробки проблем бойового застосування реактивної артилерії.
У січні 1950 року формує і до листопада 1954 року очолює 23-тю бригаду особливого призначення (м. Камишин Волгоградської області) — перше ракетне з'єднання у складі ЗС СРСР, на озброєнні якого перебували ракетні комплекси Р-1 та Р-2.
Протягом 1954—1956 років навчався у Вищій військовій академії імені К. Є. Ворошилова, після закінчення якої призначений першим заступником начальника Ростовського вищого артилерійського інженерного училища.
З 15 липня 1957 року по 8 травня 1962 року — командир в/ч 13991 (об'єкт «Ангара», Плесецьк).
У травні 1962 року генерал-майор М. Г. Григор'єв призначений першим заступником командувача 43-ї ракетної армії РВСП СРСР (м. Вінниця), а з 20 червня 1966 року по 25 квітня 1968 року — командувач цього об'єднання.
У квітні 1968 року генерал-полковник М. Г. Григор'єв призначений першим заступником головнокомандувача РВСП СРСР. Член Військової Ради РВСП з 25 квітня 1968 року по 8 квітня 1981 року.
З квітня 1981 року — військовий консультант Групи генеральних інспекторів Міністерства оборони СРСР.
Помер 12 листопада 1981 року. Похований на Новодівочому цвинтарі в Москві.

## Нагороди
Нагороджений двома орденами Леніна (1966, 1978), чотирма орденами Червоного Прапора (30.07.1944, 12.09.1945, 1956, 1972), орденом Вітчизняної війни 1-го ступеня (17.02.1945), двома орденами Червоної Зірки (29.01.1943, 1951), орденом «За службу Батьківщині у Збройних силах СРСР» 3-го ступеня (1975), медалями, іноземними нагородами.
Лауреат Ленінської премії (1967).